# باولو لورينزي
باولو لورينزي (بالإيطالية: Paolo Lorenzi)‏ (ولد في 15 ديسمبر 1981، في روما, إيطاليا). هو لاعب كرة مضرب محترف.

## روابط خارجية
- باولو لورينزي على موقع رابطة محترفي التنس (الإنجليزية)
- باولو لورينزي على موقع الاتحاد الدولي لكرة المضرب (الإنجليزية)
- باولو لورينزي على موقع كأس ديفيز (الإنجليزية)
- باولو لورينزي على موقع خلاصة التنس.كوم (الإنجليزية)
- باولو لورينزي على موقع إي إس بي إن.كوم (الإنجليزية)
- باولو لورينزي على موقع اللجنة الأولمبية الدولية (الإنجليزية)
- باولو لورينزي على موقع أوليمبيديا (الإنجليزية)

الصفحة الخاصة باللاعب باولو لورينزي في موقع رابطة محترفي كرة المضرب.